# لا ترونکل، اکوادور
لا ترونکل (به اسپانیایی: La Troncal) یک منطقهٔ مسکونی در اکوادور است که در استان کانیار واقع شده‌است. لا ترونکل ۴۰٬۰۰۰ نفر جمعیت دارد.